# Sporttester
Sporttester je zařízení, které je schopno změřit a vyhodnotit sportovní aktivitu na základě měření času, rychlosti, vzdálenosti, srdečního tepu a případně dalších veličin. Sporttester je nejčastěji ve formě hodinek, případně cyklopočítače. Na trhu dnes existují různě vybavené sporttestery, které se liší funkcemi/veličinami, které jsou schopné měřit. Základní sporttestery jsou schopné měřit čas a srdeční tep. Dokonalejší sporttestery přidávají různá čidla pro měření dosažené rychlosti či vzdálenosti (čidlo na botě či ve výpletu kola). Nejdokonalejší sporttestery používají místo čidel GPS přijímač a hodnoty rychlosti/tempa, vzdálenosti, převýšení jsou schopné určovat pomocí signálu z družic GPS.
První sporttester (vhodný k nošení na těle) byl vyvinut firmou Polar Archivováno 15. 2. 2009 na Wayback Machine. a patentován v roce 1979, a v roce 1982 se pak dostal do prodeje pro širokou veřejnost. Od té doby vývoj sporttesterů neustal. Mezi nejvýznamnější výrobce sporttesterů dnes patří firmy: Polar, Garmin nebo Suunto, které mají technologický náskok před konkurencí. K dalším značkám patří například: Timex, Sigma a další.

## Způsoby měření tepu

### Měření tepu pomocí hrudního pásu

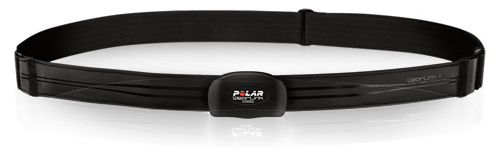
Hrudni-pas

Měření tepu probíhá pomocí hrudního snímače, který díky dvojici elektrod na vnitřní straně hrudního pásu snímá aktuální tep, a odesílá jej bezdrátově do sporttesteru. Ten pak následně zobrazuje naměřené hodnoty na displeji hodinek (případně cyklopočítače). Měření s hrudním pásem je nejrozšířenější způsob měření, a to hlavně díky své přesnosti. Valná většina značkových sporttesterů měřících tep pomocí hrudního pásu dosahuje přesnosti EKG.

### Měření tepu bez hrudního pásu
Některé typy sporttesterů umožňují měřit tep bez hrudního pásu. Měření probíhá dotykem prsty na speciálních plochách hodinek. Hodinky při měření musí být na ruce. Samotné měření pak trvá zhruba 3 - 10 sekund. Poté se zobrazí aktuální tep na displeji hodinek. Nevýhodou tohoto řešení je, že nedochází ke kontinuálnímu měření jako je tomu u hrudního pásu. Tyto sporttestery se používají hlavně při turistice. Nejsou vhodné pro dynamické sporty, neboť při těchto sportech bývá dost náročné, ne-li nemožné, udržet prsty na hodinkách po dobu nutnou k měření.
Existují i další způsoby měření tepu, ale v dnešní době již nejsou používané.

## Další funkce sporttesterů
Současné sporttestery nabízí kromě měření tepu i řadu dalších funkcí. Nejobyčejnější sporttestery (obvykle i nejlevnější) nabízí většinou kromě měření tepu i výpočet maximální tepové frekvence a počítadlo kalorií. Vybavenější modely pak přidávají další funkce, mezi které patří možnost multisportovního použití (kolo, běh, plavání, lyžování, in-line bruslení...), funkce Virtuální trenér, kdy hodinky umí zaznamenat výkon a příště spustit závod "sama proti sobě". Tyto funkce se liší u každého modelu, proto se doporučuje před nákupem prostudovat si specifikaci daného modelu, půjčit si sporttester na vyzkoučení a případně se poradit s odborníkem.

## Příslušenství sporttesterů
Některé vybavenější sporttestery lze doplnit o další příslušenství, a rozšířit tak jejich možnosti měření.

### Připojení k počítači
umožňuje přenášet data ze sporttesteru do počítače pro další vyhodnocení. Pro přenos se používají buďto kabely (nejčastěji USB) nebo různé bezdrátové technologie. Data se pak vyhodnocují obvykle v software přímo od výrobce sporttesteru.

### Footpod
Neboli nožní snímač je senzor, který se připíná přímo na obuv. Měří rychlost a vzdálenost při běhu. Po kalibraci může dosáhnout až 97% přesnosti. Výhodou je měření nejen při venkovních sportech (jako u GPS sporttesterů), ale i například v tělocvičně. Nevýhodou je pak jednoúčelové použití (pouze pro běh).

### GPS sporttestery
Trendem posledních let je v oblasti sporttesterů využití GPS technologie. Sporttester doplněný o GPS čip je schopný bez dodatečných čidel měřit rychlost/vzdálenost/výšku a zapisovat trasu, kudy vedla sportovní aktivita. GPS sporttester tak vyhodnocuje nejen jak dlouho a jak těžce byla sportovní aktivita absolvována, ale také kde proběhla. Výhodou GPS sporttesterů je možnost stejně kvalitního a podrobného vyhodnocení běhu, jízdy na kole, lyžování, in-line bruslení či dalších outdoorových sportů. Některé sporttestery dokáží díky GPS i navigovat (podle typu sporttesteru buď jednoduše šipkou nebo u dokonalejších i nad mapovým podkladem). GPS sporttestery mají omezené využití při halových sportech, kdy je potřeba je dopnit o další, dodatečná čidla.

### Ostatní vybavení
Možnosti dnešních sporttesterů jsou široké, a kromě výše uvedeného příslušenství lze sporttestery rozšířit o mnoho dalších možností. Ve zkratce to mohou být různé cyklosnímače rychlosti, kadence, silového výkonu, držáky na řídítka, obaly a ochranné prvky a mnoho dalšího příslušenství.

## Výběr sporttesteru
Výběr sporttesteru při současné nabídce není zrovna jednoduchý. Obecně je lepší držet se zavedených značek a vyhnout se neznačkovým sporttesterům, které lákají nízkou cenou. Dále je lepší se před nákupem poradit s odborným prodejcem, případně se známým, který již sporttester vlastní. Ideální je zajít do specializované prodejny případně eshopu, který nenabízí jen jednu značku, a dokáže vám pak lépe poradit při výběru.
Důležitým faktorem při výběru je poměr funkcí a ceny. Obecně platí, že čím vybavenější a kvalitnější sporttester je, tím vyšší je jeho cena. S vyšší cenou často roste i počet funkcí a náročnost ovládání. Proto je vždy dobré si uvědomit, co od sporttesteru vlastně očekáváte. Chcete je dnoduchý přístroj nebo očekáváte speciální funkce? Chcete aby bylo možné sporttester připojit k PC? Při jakých sportech/aktivitách budete sporttester využívat?